# 軸継手
軸継手（じくつぎて）とは軸と軸をつなぐ機械要素の総称で、ジョイント、カップリングとも呼ばれる。
軸を延長することや一方の軸から他方の軸へ動力を伝動することを目的としており、常に動力を伝える永久継手と、断続的に伝える（2軸をつなげたり離したりする）クラッチとに大別され、本ページでは主に永久継手について述べる（クラッチについてはクラッチのページを参照のこと）。
ただし、軸の内部に流体を通すことを目的としているものは管継手（くだつぎて）と呼び区別される。

## 永久継手
軸継手の中で、
軸を延長する場合には、フランジ形軸継手が用いられ、
2軸が同一直線上にない場合には、自在継手が用いられることが多い。

### オルダム継手

オルダムカップリング

オルダム継手（Oldham's shaft coupling）は、わずかにずれた軸同士で動力を伝えるために用いられ、駆動軸と被駆動軸、その間にキーとキー溝を持つ中間部品から成る。
はめ合ったキーとキー溝を滑らせることで、かなり大きなトルクでも伝達することができる。